# Lampeia adamsi
Lampeia adamsi is een tweekleppigensoort uit de familie van de Thraciidae. De wetenschappelijke naam van de soort is voor het eerst geldig gepubliceerd in 1959 door MacGinitie.